# Episodi di Keroro (sesta stagione)
La sesta stagione della serie anime Keroro comprende 51 episodi, è andata in onda in Giappone dal 4 aprile 2009 al 27 marzo 2010 su TV Tokyo. In Italia è inedita.

## Lista episodi
| Nº  | Giapponese 「Kanji」 - Rōmaji - Traduzione letterale | In onda           | In onda  |
| Nº  | Giapponese 「Kanji」 - Rōmaji - Traduzione letterale | Giapponese        | Italiano |
| 257 | 「ケロロ 第一話改訂！ であります」 - Keroro Daiichiwa Kaitei! de Arimasu – "Keroro, Primo Episodio Revisionato!" | 4 aprile 2009     | —        |
| 258 | 「ケロロ 恐怖のネガティヴシンキング であります」 - Keroro Kyōfu no Negatibu Shinkingu de Arimasu – "Keroro, Pensieri Negativi di Paura"「ケロロ 仁義なき焼肉 であります」 - Keroro Jingi naki Yakiniku de Arimasu – "Keroro, Carne alla Griglia Senza Dignità"                                                   | 11 aprile 2009    | —        |
| 259 | 「小雪 サクラ大変！ であります」 - Koyuki Sakura Taihen! de Arimasu – "Koyuki, Molti Fiori di Ciliegio!" | 18 aprile 2009    | —        |
| 260 | 「ケロゼロ ケロロ小隊出発前夜 であります」 - Kero Zero Keroro Shōtai Shuppatsu Zen'ya de Arimasu – "Kero Zero, Viglia di Partenza del Plotone Keroro"「ケロゼロ ケロロ小隊ファーストミッション であります」 - Kero Zero Keroro Shōtai Fāsuto Misshon de Arimasu – "Kero Zero, Prima Missione del Plotone Keroro" | 25 aprile 2009    | —        |
| 261 | 「桃華 席替え大作戦 であります」 - Momoka Sekigae dai Sakusen de Arimasu – "Momoka, Strategia Sostituzione del Sedile"「556 オレの想い！ であります」 - Kogorō Ore no Omoi! de Arimasu – "Kogoro, I Miei Sentimenti!"                                                                                            | 2 maggio 2009     | —        |
| 262 | 「バリリ 愛しの看護長 であります」 - Bariri Itoshino Kango-chō de Arimasu – "Bariri, Durata di una Cura d'Amore"「ケロロ 空を見上げりゃお袋さん であります」 - Keroro Sora o Miagerya Ofukuro-san de Arimasu – "Keroro, La Madre Guardando il Cielo"                                                             | 9 maggio 2009     | —        |
| 263 | 「ケロロ 夢をかなえるゾウムシ であります」 - Keroro Yumewokanaeruzō Mushi de Arimasu – "Keroro, Un Sogno che si Avvera"「ケロロ がんばれゴミ袋！ であります」 - Keroro Ganbare Gomibukuro! de Arimasu – "Keroro, Fai del Tuo Meglio, Sacco di Immondizia!"                                                       | 16 maggio 2009    | —        |
| 264 | 「ケロロ 宇宙デジタル怪獣襲来！ であります」 - Keroro Uchū Dejitaru Kaijū Shūrai! de Arimasu – "Keroro, Invasione del Mostro Digitale Spaziale!"「ケロロ 変身 であります」 - Keroro Henshin de Arimasu – "Keroro, Trasformazione"                                                                                | 23 maggio 2009    | —        |
| 265 | 「ギロロ リモコンでデート であります」 - Giroro Rimokon de Dēto de Arimasu – "Giroro, Telecomando degli Appuntamenti"「ケロロ プーがいた洞窟 であります」 - Keroro Pū ga Ita Dōkutsu de Arimasu – "Keroro, Dubbi di Pu"                                                                                          | 30 maggio 2009    | —        |
| 266 | 「タママ 目覚めのキッスは僕のもの であります」 - Tamama Mezame no Kissu wa Boku no Mono de Arimasu – "Tamama, Quel Bacio del Risveglio è Mio"「プルル ばれちゃった秘密?! であります」 - Pururu Barechatta Himitsu?! de Arimasu – "Pururu, Segreto Svelato?!"                                                     | 6 giugno 2009     | —        |
| 267 | 「ケロロ エアなんとか大作戦！ であります」 - Keroro Ea Nantoka Daisakusen! de Arimasu – "Keroro, Niente Operazione Grande Aria!"「ケロロ モテる であります」 - Keroro Moteru de Arimasu – "Keroro, Motel" | 13 giugno 2009    | —        |
| 268 | 「ケロゼロ ペコポン人 メカデザイナー カトヤマ・キコ 登場 であります」 - Kero Zero Pekoponjin Meka Dezainā Katoyama Kiko Tōjō de Arimasu – "Kero Zero, Presentando Il Disegnatore Mecha Pekoponiano Kiko Katayoma"                                                                                                | 20 giugno 2009    | —        |
| 269 | 「桃華 ホレたハレたの大騒動 であります」 - Momoka Horeta Hareta no Daisōdō de Arimasu – "Momoka, Grande Clamore di Horeta Hareta"「ギロロ 夏美からの脱出！ であります」 - Giroro Natsumi kara no Dasshutsu! de Arimasu – "Giroro, Fuga da Natsumi!"                                                              | 27 giugno 2009    | —        |
| 270 | 「ちびケロVSちび冬樹 であります」 - Chibi Kero tai Chibi Fuyuki de Arimasu – "Chibi Kero contro Chibi Fuyuki" | 4 luglio 2009     | —        |
| 271 | 「タママ 先輩はつらいよ であります」 - Tamama Senpai wa Tsurai yo de Arimasu – "Tamama, è dura essere capoclasse"「夏美 僕たち男の子！ であります」 - Natsumi Bokutachi Otokonoko! de Arimasu – "Natsumi, il nostro ragazzo!"                                                                                    | 11 luglio 2009    | —        |
| 272 | 「ウェットルキング 対 556！ であります」 - Wettoru Kingu tai Kogorō! de Arimasu – "Wettle King contro Kogoro!"「三大怪人 ペコポン最小の決戦 であります」 - San Daikaijin Pekopon Saishō no Kessen de Arimasu – "Tre Grandi Fantasmi, La Più Piccola Battaglia Decisiva su Pekopon"                               | 18 luglio 2009    | —        |
| 273 | 「ケロロ 仕込みはＯＫ であります」 - Keroro Shikomi wa OK de Arimasu – "Keroro, L'Alimentazione è OK"「小雪 対決！真夏の海岸 であります」 - Koyuki Taiketsu! Manatsu no Kaigan de Arimasu – "Koyuki, Scontro! Costiera di Mezza Estate"                                                                          | 25 luglio 2009    | —        |
| 274 | 「ケロロ小隊 沈黙のケロロ！ であります」 - Keroro Shōtai Chinmoku no Keroro! de Arimasu – "Plotone Keroro, Keroro del Silenzio!" | 1º agosto 2009    | —        |
| 275 | 「ケロロ ケロン式ゴルフ であります」 - Keroro Keron Shiki Gorufu de Arimasu – "Keroro, Golf Stile Keron"「ケロロ 走れケロロ であります」 - Keroro Hashire Keroro de Arimasu – "Keroro, Corri Keroro" | 8 agosto 2009     | —        |
| 276 | 「ケロロ 提督殿強襲！ であります」 - Keroro Teitokudono Kyōshū! de Arimasu – "Keroro, Gli Attacchi d'Ammiraglio! Giroro, Non Tirare Quella Cerniera"「ギロロ チャックはそのままで であります」 - Giroro Chakku wa Sonomama de de Arimasu                                                                         | 15 agosto 2009    | —        |
| 277 | 「ケロゼロ 宇宙で出前 であります」 - Kero Zero Uchū de Demae de Arimasu – "Kero Zero, Consegna nell'Universo"「ケロゼロ 食べたい方程式 であります」 - Kero Zero Tabetai Hōteishiki de Arimasu – "Kero Zero, Formula Per Mangiare"                                                                                | 22 agosto 2009    | —        |
| 278 | 「幽霊ちゃん ビフォーアフター であります」 - Yūrei-chan Bifō Afutā de Arimasu – "Ragazza Fantasma, Prima e Dopo"「ギロロ 赤い妖精 であります」 - Giroro Akai Yōsei de Arimasu – "Giroro, Fata Rossa" | 29 agosto 2009    | —        |
| 279 | 「アリサ 初めてのママ!? であります」 - Arisa Hajimete no Mama!? de Arimasu – "Alisa, Prima Volta Con Mamma?!" | 5 settembre 2009  | —        |
| 280 | 「ケロロ＆夏美 仁義無きスタンプカード であります」 - Keroro & Natsumi Hitoyoshi naki Sutanpu Kādo de Arimasu – "Keroro & Natsumi, Timbro Carta Spietato"「ケロロ 悲しみのケロボット であります」 - Keroro Kanashimi no Kerobotto de Arimasu – "Keroro, Kerobot Triste"                                           | 12 settembre 2009 | —        |
| 281 | 「ケロロ セミ小隊 であります」 - Keroro Semi Shōtai de Arimasu – "Keroro, Plotone Cicala"「ケロロ ケーローの日 であります」 - Keroro Kērō no Hi de Arimasu – "Keroro, Kero Giorno" | 19 settembre 2009 | —        |
| 282 | 「桃華 突然炎のごとく であります」 - Momoka Totsuzen Honō no Gotoku de Arimasu – "Momoka, Come Una Fiamma Improvvisa"「ケロゼロ イチジク戦線異常なし であります」 - Kero Zero Ichijiku Sensen Ijō nashi de Arimasu – "Kero Zero, Niente di Nuovo Sulla Grande Frontiera"                                         | 26 settembre 2009 | —        |
| 283 | 「ケロロ 5人の呆れるケロン人 であります」 - Keroro Gonin no Akireru Keronjin de Arimasu – "Keroro, 5 Keroniani Stupidi"「冬樹 人間の惑星 であります」 - Fuyuki Ningen no Wakusei de Arimasu – "Fuyuki, Il Pianeta Degli Umani"                                                                                   | 3 ottobre 2009    | —        |
| 284 | 「ドロロ さらば小隊 であります」 - Dororo Saraba Shōtai de Arimasu – "Dororo, Addio Plotone" | 10 ottobre 2009   | —        |
| 285 | 「秋 地球防衛最前線！ であります」 - Aki Chikyūbōei Saizensen! de Arimasu – "Aki, Difesa Della Terra In Prima Linea!"「夏美 緊迫！授業参観 であります」 - Natsumi Kinpaku! Jugyō Sankan de Arimasu – "Natsumi, Tensione! Visite In Aula"                                                                         | 17 ottobre 2009   | —        |
| 286 | 「ケロロ うっかりビチョビチョ大作戦！ であります」 - Keroro Ukkari Bichobicho Daisakusen! de Arimasu – "Keroro, Disattenta Operazione Satura!"「ケロロ 侵略！恐怖のソフトグロン であります」 - Keroro Shinryaku! Kyōfu no Sofutoguron de Arimasu – "Keroro, Invasione! Softglon Del Terrore"                     | 24 ottobre 2009   | —        |
| 287 | 「夏美 しゃっくり止めて～ であります」 - Natsumi Shakkuri Tometē de Arimasu – "Natsumi, Ferma Il Singhiozzo～"「ケロゼロ 訓練惑星の待ち人 であります」 - Kero Zero Kunren Wakusei no Machibito de Arimasu – "Kero Zero, Quello in Attesa sul Pianeta di Formazione"                                              | 31 ottobre 2009   | —        |
| 288 | 「ケロロ カッパ伝説 であります」 - Keroro Kappa Densetsu de Arimasu – "Keroro, Leggenda Kappa"「ケロロ おかえりなさい であります」 - Keroro Okaerinasai de Arimasu – "Keroro, Bentornati" | 7 novembre 2009   | —        |
| 289 | 「ギロロ 戦場の赤い悪魔 であります」 - Giroro Senjō no Akai Akuma de Arimasu – "Giroro, Diavolo Rosso di Battaglia"「ケロロ そのウソ、ホント？ であります」 - Keroro Sono Uso, Honto? de Arimasu – "Keroro, E' Davvero una Bugia?"                                                                               | 14 novembre 2009  | —        |
| 290 | 「ポヨン ポールにミラクル大作戦！ であります」 - Poyon Pōru ni Mirakuru Daisakusen! de Arimasu – "Poyon, Miracolo sulla Strategia di Paul!"「ケロゼロ 雪は無慈悲な夜の女王 であります」 - Kero Zero Yuki wa Mujihi na Yoru no Joō de Arimasu – "Kero Zero, La Neve è la Regina Senza Scrupoli della Notte"       | 21 novembre 2009  | —        |
| 291 | 「アリサ＆ネブラ 初めての温泉 であります」 - Arisa & Nebura Hajimete no Onsen de Arimasu – "Alisa & Nevula, Una Prima Calda Primavera"「ケロロ小隊 奮闘！酉の市 であります」 - Keroro Shōtai Funtō! Torinoichi de Arimasu – "Plotone Keroro, Lotta! Tori-no-Ichi"                                                | 28 novembre 2009  | —        |
| 292 | 「夏美 タンスの秘密 であります」 - Natsumi Tansu no Himitsu de Arimasu – "Natsumi, Armadio del Segreto"「ケロロ 夢の中に君がいて であります」 - Keroro Yume no Naka ni Kimi ga Ite de Arimasu – "Keroro, E Voi Siete nel Bel Mezzo di un Sogno"                                                                  | 5 dicembre 2009   | —        |
| 293 | 「またまたゲロゲロ30分 であります」 - Matamata Gerogero Sanjū Bun de Arimasu – "Ancora Una Volta Gero Gero di 30 Minuti" | 12 dicembre 2009  | —        |
| 294 | 「吉岡平 親衛隊哀歌（エレジー） であります」 - Yoshiokadaira Shineitai Erejī de Arimasu – "Yoshiokadaira, Lamenti da Guardia (Lezioni d'Amore)"「夏美 クリスマス会大作戦 であります」 - Natsumi Kurisumasu Kai Daisakusen de Arimasu – "Natsumi, Operazione Festa di Natale"                                     | 19 dicembre 2009  | —        |
| 295 | 「ケロロ 二人が一人ケロロ～ム！ であります」 - Keroro Futari ga Hitori Keroro ~ mu! de Arimasu – "Keroro, I Due di Noi Sono Uno Keroro～Team!"「ケロロ 謎の最終兵器 であります」 - Keroro Nazo no Saishū Heiki de Arimasu – "Keroro, Arma Finale Misteriosa"                                                     | 26 dicembre 2009  | —        |
| 296 | 「ケロロ 新年早々 ラッキー であります」 - Keroro Shin'nen Sōsō Rakkī de Arimasu – "Keroro, Anno Nuovo Inizio Fortunato"「ケロロ 今年はケロン年！ であります」 - Keroro Kotoshi wa Keron-nen! de Arimasu – "Keroro, Quest'anno è un Keron Anno!"                                                                  | 9 gennaio 2010    | —        |
| 297 | 「ケロロ チャンスは一度 であります」 - Keroro Chansuhaichido de Arimasu – "Keroro, Solo una Possibilità"「ダンガル 大地を立つ であります」 - Dangaru Daichi o Tatsu de Arimasu – "Dangale, Supporto a Terra" | 16 gennaio 2010   | —        |
| 298 | 「モア さよなら ペコポン であります」 - Moa Sayonara Pekopon de Arimasu – "Mois, Addio Pekopon"「サブロ 謎多き少年 であります」 - Saburo Nazo Ōki Shōnen de Arimasu – "Saburo, il ragazzo misterioso" | 23 gennaio 2010   | —        |
| 299 | 「ギロロ Ｇを倒せ！ であります」 - Giroro Jī o Taose! de Arimasu – "Giroro, sconfiggi il G!"「ギロロ Ｇの逆襲 であります」 - Giroro Jī no Gyakushū de Arimasu – "Giroro, G colpisce ancora" | 30 gennaio 2010   | —        |
| 300 | 「オノノ 幻のケロン兵 であります」 - Onono Maboroshi no Keron hei de Arimasu – "Onono, illusori soldati di Keron" | 6 febbraio 2010   | —        |
| 301 | 「タママ 西澤家追放？ であります」 - Tamama Nishizawa-ka Tsuihō? de Arimasu – "Tamama, esiliato da casa Nishizawa?"「桃花 愛と悲しみのチョコケーキ であります」 - Momoka Ai to Kanashimi no Chokokēki de Arimasu – "Momoka, torta al cioccolato di amore e tristezza"                                            | 13 febbraio 2010  | —        |
| 302 | 「ケロロ 我輩は監督ぢゃよ！ であります」 - Keroro Wagahai wa Kantokuja yo! de Arimasu – "Keroro, sono supervisore!"「ケロロ＆冬樹 大都会の小さな冒険 であります」 - Keroro & Fuyuki Dai Tokai no Chīsana Bōken de Arimasu – "Keroro & Fuyuki, una piccola avventura in una grande città"                         | 20 febbraio 2010  | —        |
| 303 | 「ケロゼロ 故郷はペコポン であります」 - Kero Zero Furusato wa Pekopon de Arimasu – "Kero Zero, Città Natale Pekopon" | 27 febbraio 2010  | —        |
| 304 | 「ケロロ それだけは返してちょ～だい！ であります」 - Keroro Soredake wa Kaeshite Cho ~ Dai! de Arimasu – "Keroro, restituiscimelo per～ favore!" | 6 marzo 2010      | —        |
| 305 | 「ノビビ が来た！ であります」 - Nobibi ga kita! de Arimasu – "Nobibi, è arrivato!" | 13 marzo 2010     | —        |
| 306 | 「しゅごケロ どっき どき パーティ！ であります」 - Shugo Kero Dokki Doki Pāti! de Arimasu – "Shugo Kero, Dokki Doki Party!"「ドロロ ドロ郎が来る！ であります」 - Dororo Doro rō ga kuru! de Arimasu – "Dororo, Doro è in arrivo!"                                                                               | 20 marzo 2010     | —        |
| 307 | 「ケロロ＆冬樹 タイムカプセルの夜 であります」 - Keroro & Fuyuki Taimu Kapuseru no Yoru de Arimasu – "Keroro & Fuyuki, notte nella capsula del tempo" | 27 marzo 2010     | —        |